# Die Venus verliebt sich
Die Venus verliebt sich (Originaltitel: Duchess of Idaho) ist ein US-amerikanischer Spielfilm des Regisseurs Robert Z. Leonard aus dem Jahr 1950. Das Drehbuch wurde von Dorothy Cooper und Jerry Davis verfasst. Die Hauptrollen sind mit Esther Williams, Van Johnson und John Lund besetzt. In seinem Produktionsland kam der Film das erste Mal am 14. Juli 1950 in die Kinos, in der Bundesrepublik Deutschland am 3. Oktober 1952.

## Handlung
Die Sekretärin Ellen Hallit ist in ihren Chef Douglas Morrison verliebt, was dieser aber nicht bemerkt. Immer mal wieder, wenn der Boss in der Klemme sitzt, muss Ellen seine Braut spielen. Nun hat sich Ellens Freundin, die Kunstschwimmerin Christine Duncan, vorgenommen, die beiden zusammenzuführen. Als Morrison zum Wintersport nach Sun Valley (Idaho) fährt, folgt ihm Christine heimlich. Sie will dafür sorgen, dass er seine Sekretärin vermisst und sie nachkommen lässt. Zunächst scheint es auch so, als ob ihr Plan gelingen könnte. Im Hotel lernt Christine den Musiker Dick Layne kennen, der hier mit seinem Orchester auftritt, und verliebt sich sofort in ihn. Auch ihm scheint das Mädchen ganz gut zu gefallen. Als er aber merkt, in welch verdächtiger Weise sie hinter Morrison her ist, verliert er sein Interesse an ihr.
Noch bevor Morrison nach Chicago zurückkehrt, gesteht Christine dem Musiker ihre Liebe und klärt ihn über ihr Verhältnis zu Morrison auf, was dieser mit Genugtuung zur Kenntnis nimmt. Als dann Christine auch noch bei einem Tanzwettbewerb den Titel „Herzogin von Idaho“ erringt, kann er sein Glück kaum fassen. Einige Verwechslungen entstehen, als Ellen Hallit plötzlich im Hotel auftaucht. Nach mehreren retardierenden Momenten endet der Film schließlich mit einer Doppelhochzeit.

## Kritik
Das Lexikon des Internationalen Films zieht folgendes Fazit: „Routinefester Revuefilm mit beschwingten Musik- und Tanzeinlagen.“

## Quelle
- Programm zum Film: Das Neue Film-Programm, erschienen im gleichnamigen Verlag H. Klemmer & Co., Neustadt an der Weinstraße, ohne Nummernangabe

## Weblink
- Die Venus verliebt sich bei IMDb